# Pycnogonum tumulosum
Pycnogonum tumulosum is een zeespin uit de familie Pycnogonidae. De soort behoort tot het geslacht Pycnogonum. Pycnogonum tumulosum werd in 1908 voor het eerst wetenschappelijk beschreven door Loman. 